# Метро станица Пиреј
Станица Пиреј је станица атинског метроа на линијама 1 (од којих је и терминална станица) и 3.  

## Историја
Првобитна станица је отворена 27. фебруара 1869. Ова станица је у потпуности реконструисана између 1926. и 1928.  Његов садашњи облик датира из децембра 2000., пошто су обављени радови на реновирању и рестаурацији у оквиру припрема за Олимпијске игре 2004., док је током реновирања постављена обојена плоча за поплочавање уместо старијег цементног поплочавања. У ствари, то је била прва станица на линији 1 која је реновирана у то време,  док је званично зграда заштићена.
2004. почеле су прве студије за проширење линије 3 до Пиреја. 2012. почела је изградња подземне станице, заједно са преосталим станицама проширења линије 3 и припадајућим подземним тунелом, који је ископан машином за бушење тунела .
Завршетак изградње станице каснио је неколико година, због бројних археолошких налаза по целој дужини проширења, новог проучавања обалног фронта јер се почетна геолошка студија показала неадекватном због близине мора и морала је да се припреми нова и да се изведу радови од потребе изградње између зида до сеа узгона подземних вода које врше огроман притисак од дна ка површини), 4-месечни прекид рада због капиталних контрола које је тадашња власт увела у лето 2015., али чак и проналазак муниције из Другог светског рата. Како је тада званично наглашено, водоносни слој почиње само пола метра испод површине и због тога, иако се ова станица налази на копну, окарактерисана је као подводна.
Индикативно за потешкоће је то што се докови станице линије 3 налазе на дубини од 25 м, огроман зид за затварање станице од мора достиже максималну дубину од 40 метара, упркос чињеници да се дубина луке дуж пристаништа креће од 7 до 9 метара, а максимална до 11 метара.
10. октобра 2022. свечано је отворена станица метроа линије 3,  која је спој са линијом 1.

## Опис
Станица линије 1 у неокласичном стилу покривена је лучним гвозденим кровом и има два слепа колосека за завршетак и полазак возова, централни перон и два бочна перона. Две бочне су за искрцавање путника, а централна за укрцавање, аранжман који је међународно познат као "шпанско решење". Током вршних сати, возови понекад завршавају на споредној трећој линији - колосеку, који се налази иза низа лучних лукова на десној (како га види посматрач који гледа према луци) ивици станице.
Станица такође има машинску собу и пруге за складиштење возова. Станица је такође дом Музеја електричне железнице, који ради од новембра 2005. Одмах поред излаза из неокласичне зграде станице линије 1, на Тргу Одеса, налази се улаз са покретним степеницама у станицу метроа линије 3.